# Fgura
Fgura (officiële naam Il-Fgura) is een plaats en gemeente op het eiland Malta met een inwoneraantal van 11.276 (november 2005).
Voor de Tweede Wereldoorlog was Fgura een klein plattelandsdorpje (500 inwoners in 1939) met enkele verspreide boerderijtjes, gelegen in het binnenland vlak achter de Drie Steden. Inwoners van de Drie Steden, met name uit Cospicua, ontvluchtten de hevige bombardementen en togen naar plaatsen als Fgura waar ze vervolgens bleven wonen. 
In 1965 werd de plaats, die toen zo’n 2.500 inwoners had, een zelfstandige parochie nadat ze eerst nog gold als voorstad van Tarxien. Ter ere van het 25-jarig bestaan van de parochie werd in februari 1990 een monument opgericht: Il-Monument tas-Salib (het Kruismonument). Dit monument staat op de plaats waar de oude kerk van Fgura stond, die was gebouwd in 1790.
De jaarlijkse festa wordt gevierd op de tweede zondag van juli. Men viert dit dorpsfeest ter ere van Maria.

## Externe link

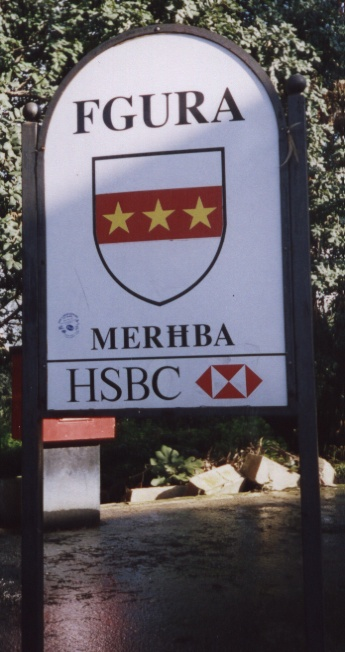
Stadswapen van Fgura
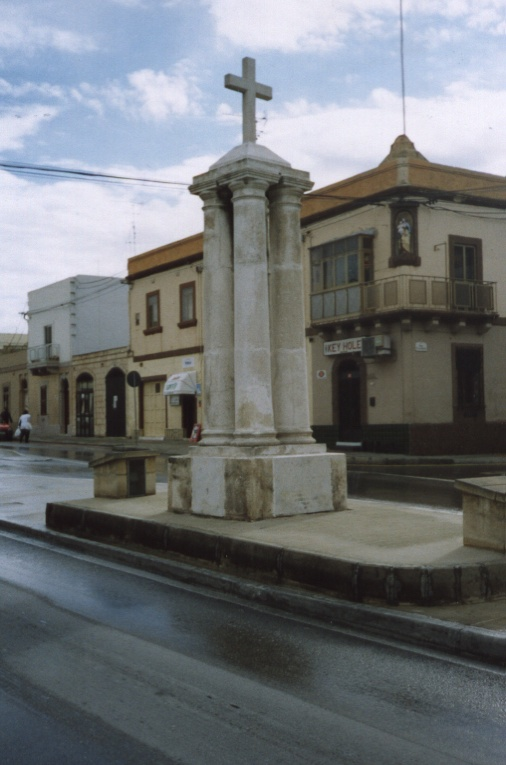
Il-Monument tas-Salib: het Kruismonument